# Cmentarz żydowski w Myślenicach
Cmentarz żydowski w Myślenicach – kirkut został założony w 1874 roku, znajduje się przy ulicy Tarnówka i zajmuje powierzchnię 0,12 ha, na której zachowało się 8 nagrobków. Z fragmentów porozbijanych nagrobków zostało wzniesione lapidarium.
Podczas I wojny światowej pochowano na nim 2 żołnierzy austro-węgierskich wyznania mojżeszowego. Był to austriacki cmentarz wojenny nr 372 – Myślenice.